# Réquila II
Réquila II. Rei dos Suevos. Subiu ao trono em 484. Num período conflitante.